# 辻希美
辻 希美（つじ のぞみ、1987年〈昭和62年〉6月17日 - ）は、日本のタレント、歌手、YouTuber、コメンテーター。モーニング娘。の元メンバー（4期）。W（ダブルユー）の元リーダー。本名、杉浦 希美（すぎうら のぞみ、旧姓：辻）。愛称は辻ちゃん、ののなど。一人称はのん。
東京都板橋区出身。血液型O型。身長153 cm。体重45 kg。YU-M エンターテインメント所属（アップフロントクリエイトと業務提携）。夫は俳優の杉浦太陽。長女はインフルエンサーの希空。義父は元南海ホークス投手の杉浦三六。義弟はミュージシャン、俳優の杉浦タカオ。

## 略歴
2000年
- 3月30日、12歳のときにテレビ番組『ASAYAN』（テレビ東京系）内で行われた「モーニング娘。第3回追加オーディション」に参加し、石川梨華、吉澤ひとみ、加護亜依と共に合格。この回のオーディションは当初募集枠は3名であり、辻は最終選考で落選しかけたものの、「捨てるには惜しい」というつんく♂の意向によって、辻も追加で合格する形となった。辻󠄀を指導した教育係は飯田圭織。
- 5月17日、モーニング娘。9thシングル『ハッピーサマーウェディング』でCDデビュー。
- 7月、矢口真里、加護亜依、ミカと共に身長150 cm以下のユニット・ミニモニ。を結成。
- 12月、『第51回NHK紅白歌合戦』に出場。以降2005年までモーニング娘。およびW（ダブルユー）で連続出場。

2001年
- 1月17日、ミニモニ。として『ミニモニ。ジャンケンぴょん!/春夏秋冬だいすっき!』でデビュー。同曲は、オリコン初登場で1位を獲得した。

2003年
- 10月、ハロプロフットサルチーム・Gatas Brilhantes H.P.（ガッタス）のゴレイロ（GK）、背番号12番（2004年以降は1番）としてメンバーに選抜される。
- 11月10日、初のソロ写真集『のの♥』を発売。

2004年
- 1月3日、『Hello! Project 2004 Winter 〜C'MON! ダンスワールド〜』の中野サンプラザでの公演で加護亜依と共にモーニング娘。からの卒業を発表。
- 3月、加護亜依と共に新ユニット・W（ダブルユー）を結成。
- 5月19日、Wとして『恋のバカンス』でデビュー（オリコン初登場10位）
- 8月1日、加護亜依と共にモーニング娘。を卒業。

2006年
- 2月、加護が喫煙スキャンダルで芸能活動を自粛したことによりWとしての活動を終了し、ソロ名義での活動に移行。Wのみならずガッタスの活動からも離れ、ソロタレントとして動けるようになり仕事が増える。
- 7月22日、『Hello! Project 2006 Summer 〜ワンダフルハーツランド〜』の公演中にステージから転落し、右足関節三角靭帯を損傷。翌23日の紺野あさ美の卒業公演には松葉杖をついて登場した。

2007年
- 4月1日、アテナ役として声の出演をするTVO・テレビ東京系アニメ『ロビーとケロビー』が放送開始。
- 4月24日、ギャル曽根、時東ぁみとともに新ユニット・ギャルルを結成（当ユニットでは「つじじ」名義）、土浦のイベントでデビューした。しかし、後述の通り程なくして脱退。代役は安倍麻美。
- 4月26日、同年5月4日から石川梨華とのダブルキャストの舞台『何日君再来』を急性胃腸炎のため、降板することが発表された。代役は吉澤ひとみ。同年5月22日の千秋楽では舞台出演者への謝罪と舞台観覧を行った。
- 5月8日、辻が第1子を妊娠しており、俳優の杉浦太陽との子供であることがスポーツ報知などにより報じられた。同月10日、杉浦とともに結婚＆妊娠会見を行い、その後は産休に入る。
- 5月16日、『ロビーとケロビー』の主題歌『ここにいるぜぇ!』を“アテナ（唄：辻希美）”名義でリリース、歌手としてソロデビュー。同曲は、リリース当時自身も在籍していたモーニング娘。のシングルのカバーである。
- 6月21日、都内の区役所に代理人を通じて杉浦との婚姻届を提出。
- 11月26日、午前0時45分に第1子となる女児・希空を出産。

2009年
- 1月30日、アメーバブログでブログを開始。
- 1月31日、仕事復帰。
- 3月、赤ちゃん本舗とコラボレーションし、辻自身がプロデュースしたベビー服ブランドを立ち上げる。
- 3月31日、ハロー!プロジェクトを卒業。翌月より新ファンクラブ・M-line clubに所属。
- 10月10日、初の単独著作本『辻ちゃんのリボンDays』をワニブックスから出版。

2010年
- 2月、ギャルママ雑誌『I LOVE mama』の2月号にて同誌に初登場、表紙を飾った。さらに6月号でも表紙に登場。
- 5月27日、第2子妊娠を報告。
- 12月26日、第2子となる男児を出産。

2011年
- 6月17日、24歳の誕生日に、著作本『のんちゃんぷる -mother-』を講談社から出版。

2012年
- 4月末より、テレビ出演を含む活動を再開。
- 9月5日、第3子妊娠を発表。

2013年
- 3月21日、第3子となる男児を出産。
- 10月1日、所属事務所をアップフロントプロモーションからアップフロントクリエイトへ移籍。

2014年
- 5月、期間限定の子供服ブランド「Saruru（サルル）」をプロデュースし、東京・お台場のヴィーナスフォートにショップを開いた。

2016年
- 11月、夫の杉浦とともに「いい夫婦の日 パートナー・オブ・ザ・イヤー」を受賞。

2017年
- 7月21日、Instagramを開始。

2018年
- 6月14日、第4子妊娠を発表。
- 12月8日、第4子男児を出産。

2019年
- 3月30日、千葉・幕張メッセ国際展示場1ホールで行われた『Hello! Project 20th Anniversary!! Hello! Project ひなフェス 2019』に出演し、加護亜依とWとして一夜限りの復活をした。同日、Wとしては13年ぶりとなるミニアルバム『ちょい悪デビル』がデジタル配信された。
- 5月17日、YouTubeチャンネルを開設。

2020年
- 11月2日よりYU-M エンターテインメントと業務提携することを発表。
- 子供服ブランド「Ange Charme」をプロデュース。
- ビューティーブランド｢illuN｣をプロデュース。
- ライフスタイルブランド｢Parsley｣をプロデュース。

2023年
- 1月1日、アップフロントグループの組織変更に伴い、所属事務所をYU-M エンターテインメントへ移籍し、引き続き旧所属のアップフロントクリエイトと業務提携することを発表。
- 8月4日配信のYouTube『エガちゃんねる』の動画内にて「21年間共演NG」であった江頭2:50との和解を発表。

2025年
- 3月3日、第5子妊娠を発表。
- 8月8日、第5子女児を出産。

## 人物

### エピソード
- 「のの」の由来は、辻が幼少期に「のぞみ」の「ぞ」を発声できず「ののみ」と言っていたことから[37]。
- 18歳のとき、当時25歳の俳優杉浦太陽に対し3回告白するもいずれも断られ、4回目は自分のコンサートを見に来てほしいと頼み込み、このコンサート後の告白の結果交際を開始[38]。
- 自身が喘息を患っていることをブログで明かしている[39]。
- 夫のことは「たぁくん」と呼んでいる[40]。
- 巨大フラフープ回転（30秒）世界記録12.8 m（2005年ギネスブック記載）。なおギネスブックには名前が「tsuji」とあるべきところが「tsuju」と誤って記載されている。
- ママタレントとしても活躍し、自身のプロデュースした化粧品とかフェイスパックブランド「AngeCharme」を2020年から経営している。
- 長女・希空は、一般人としてInstagramで活動するなどして知名度があったが[41]、17歳の誕生日である2024年11月26日に芸能事務所「LUV」への所属が発表され顔出しもした[42]。

### ハロー!プロジェクト
- モーニング娘。出身のメンバーの中では、同期の石川梨華や、ミニモニ。のリーダーだった矢口真里と交友が深い[37]。
- 同期で同学年の加護亜依とはオーディションのときから非常に気が合い、デビュー後も「双子みたい」と言われるほど特別に仲が良かったが、加護が10代での喫煙問題により解雇処分を受けてからは公には絶縁状態となった。以後は約13年にわたって公式の付き合いは憚られる状態が続いていたが、2019年3月30日に行われた『Hello! Project ひなフェス2019』に2人で参加、13年ぶりの再共演およびWの再結成を果たした[43]。
- なお、加護のことは不祥事解雇後も個人的には気にかけており、2011年9月に加護の自殺未遂が報道された際には、自身のブログに加護を気遣う内容のコメントを載せた[44]。その後、同年12月に加護の入籍と妊娠が報道された際、そして2012年6月に加護の出産が報道された際には、やはり自身のブログに加護を祝福する内容のコメントを載せている。
- デビューコンサート等で「22」のついた衣装を着ていることから「22」は辻を象徴する番号となっている[45]。
- モーニング娘。時代、一番のピーク時の体重が身長151 cmで65 kgあったことを告白している[46]。
- 身体能力はハロー!プロジェクト全体の中でもトップクラス。特に瞬発力に優れており、短距離走、腕相撲、フラフープ、バレーボールなどの種目が得意なことで知られる[45]。フラフープに関してはギネスブック記録保持者でもあり、同時に加護も達成している[45]。
- 運動能力を生かし、ハロー!プロジェクトフットサルチーム・Gatas Brilhantes H.P.のゴレイロ（GK）を務め、後にフィールドプレーヤー（FP）と兼任していた。背番号は2003年は12番だったが、2004年以降は1番となった[45]。

### 特徴
- デビュー当時は口元の八重歯が特徴的だった[47]。2010年4月に義歯を入れている[48]。
- 自他共に認める大食いキャラ。番組で焼きそばをゲームで獲得できなかった際、「だってみんな自慢すんだも〜ん」と悔し泣きしたエピソードがある[49]。
- 髪飾りにリボンを頻繁に使い、辻のシンボルマークとなった。しかし、2010年に後藤真希の母親の通夜に参列した際、黒色ではあるが大きなリボンを付けてきた（さらにミニスカートであった）ため、物議を醸した[50]。
- 『めちゃ×2イケてるッ!』の2003年特番「私立岡村女子高等学校。」の岡女期末テストでは最下位。翌年夏に行われた真の馬鹿（「サマージャンボバカ」）争いでは何とか最下位を逃れた。さらにその2年後の秋に行われた「WBC（ワールド・バカ・クラシック）決定戦」までの間に英会話教室に3か月通ったが、その成果が発揮されることはなかった。しかし、辛くも最下位は逃れた。

- 2009年6月からはフジテレビの『クイズ!ヘキサゴンII』にもレギュラー出演。矢口真里とのモー娘。先輩後輩コンビで共演するようになった。初回出演から予選ペーパーテストで2点とダントツの最下位を記録するなど、以降も最下位の常連となった。また、ヘキサゴンファミリーの一員としてコンサートにも出演していたが、ユニットには参加しなかった。2010年12月8日の出演を最後に産休に入ったため、そのまま番組出演を降板。当初は産休明けに戻ると番組内で自ら公言していたが、ヘキサゴンは紳助の引退で翌年終了したため、この回が最後の出演となった。(翌年のコンサートやアルバムにも参加していない。)

### 趣味・嗜好
- 好きな食べ物はアイスクリーム。地元のスーパーでは「8段アイス（ソフトクリーム）」（2007年ごろ閉店）をよく食べていた。大食いだが早食いではない、美味しそうに食べると複数の人間から言われている。あんこは単品で購入し直で食べるほど好きである[51]。
- ハローキティが好きであり、オーダーメイドのグッズを所有している[51]。
- 幼少期から家族そろっての大の巨人ファンである。ただし、夫の杉浦太陽は阪神ファンである[51]。

## 受賞
- COTTON USAアワード（2010年） - Mrs.COTTON USA

## 作品

### シングル
- ここにいるぜぇ!（2007年5月16日、zetima） - アニメ『ロビーとケロビー』主題歌。
  - モーニング娘。の16thシングル『ここにいるぜぇ!』（2002年10月30日）のカバー。

### カバーアルバム
- みんなハッピー!ママのうた（2010年11月24日、PICCOLO TOWN）[52]

### 映像作品
- アロハロ! 矢口真里・辻希美DVD（2006年11月22日、zetima）

## 出演

### ラジオ
- 安倍なつみのスーパーモーニングライダー（2000年、TOKYO FM・JFN）
- ミニモニ。のみんなHAPPY!（2001年 - 2003年、ニッポン放送・NRN）
- ハロー！プロジェクトラジオドラマ「清水の舞台から」（2004年3月22日・MBSラジオ）[53]
- TBC FUNふぃーるど・モーレツモーダッシュ（2006年4月24日 - 27日・5月1日 - 4日・10月30日 - 11月3日・11月6日 - 11月10日、東北放送） - ゲスト出演
- 石川梨華のちゃんちゃか☆チャーミー!（2006年5月4日、CBCラジオ） - ゲスト出演
- ハロプロやねん!（2006年6月30日、ABCラジオ）

### テレビ

#### レギュラー・準レギュラー
- ハロー!モーニング。（2000年 - 2007年、テレビ東京）
- おはスタ（テレビ東京） - 不定期出演
- ティンティンTOWN!（2002年7月5日 - 2004年3月26日、日本テレビ）
- ドラマ愛の詩 ミニモニ。でブレーメンの音楽隊 第5回 - 第8回「1974年」（2004年2月7日 - 28日、NHK教育テレビ） - 主演
- 娘DOKYU!（2005年7月6日、テレビ東京）
- キズナ食堂（2009年4月11日 - 2010年3月20日、TBSテレビ）
- 魔女たちの22時（2009年4月21日 - 2011年3月22日、日本テレビ） - 不定期出演
- クイズ!ヘキサゴンII（2009年6月10日 - 2010年12月、フジテレビ） - 不定期出演
- 痛快TV スカッとジャパン （2016年2月8日 - 、フジテレビ） - 不定期出演
- ぽかぽか（2024年4月3日 - 、フジテレビ） - 水曜レギュラー[54]

#### 特別番組
- 21世紀のライト兄弟〜空飛べ夢乾電池〜ナレーション（2006年、ケーブルテレビ）
- プレミアの巣窟（2006年2月3日、7月20日、フジテレビ）
- 一葉の想い（2006年3月4日、フジテレビ）
- HELLO! PROJECT SPORTS FESTIVAL 2006（2006年5月5日、フジテレビ721） - Hello! Project
- HELLO! PROJECT SPORTS FESTIVAL 2006 in SAITAMA SUPER ARENA 〜HELLO! DIVA ATHLETE〜（2006年5月5日、フジテレビ721）
- ワンダフルハーツランド ハロー!プロジェクト2006（2006年9月30日、NHK-BS2）

#### フットサル番組
- 恋するフットサル（2006年、フジテレビ）
- KICK IN! GAROTAS フットサルTV（2006年2月19日、3月19日、8月5日、BSフジ）
- SPHERE LEAGUE すかいらーくグループシリーズ 2ndステージ（2006年2月23日、フジテレビ739）
- SPHERE LEAGUE すかいらーくグループシリーズ 2ndステージ-決勝PK戦（2006年2月28日、フジテレビ739）
- SPHERE LEAGUE すかいらーくグループシリーズ 2ndステージ-リメイク完全版（2006年3月、フジテレビ739）
- SPHERE LEAGUEすかいらーくグループシリーズ3rdステージ （2006年4月30日、フジテレビ739） - Gatas Brilhantes H.P.
- SPHERE LEAGUE すかいらーくグループシリーズ 4thステージ（2006年5月13日、フジテレビ739） - Gatas Brilhantes H.P.
- KICK IN! GAROTAS フットサルTV（2006年5月27日、6月24日、BSフジ）
- フットサル第1回グッドウィルカップ 決勝トーナメント（2006年7月23日、フジテレビ739） - Gatas Brilhantes H.P.

### 映画
- 特命戦隊ゴーバスターズ THE MOVIE 東京エネタワーを守れ!（2012年8月4日公開、東映） - エネたん（声）役[55]

### テレビアニメ
- ロビーとケロビー（2007年4月22日 - 6月24日、テレビ大阪） - アテナ 役、主題歌も担当
- イナズマイレブン（2010年3月10日、9月22日、テレビ東京） - 梨本乃々美 役

### 劇場版アニメ
- 超劇場版ケロロ軍曹2 深海のプリンセスであります!（2007年3月17日） - マール 役

### ネット配信
- Curious nono（2006年9月、フレッツスクウェア「ハロー!プロジェクト プラチナBB」）
- 道徳女子短大 エコ研　第3話「東京脱出」（2006年、GyaO） - のぞみ 役
- Ameba インタビュー（2009年6月）
- 辻ママのつくるんカフェ（2009年12月、NTTドコモ携帯電話放送「BeeTV」）
- 辻希美インタビュー モッテコ書店 （2010年2月25日）

### CM
- モスド（2009年）
- ゼスプリ グリーンキウイ（歌・ぼくたち、ゼスプリキウイだね。） - キウイフルーツのオリジナルキャラクター「ゼスプリオ」の声優として歌唱出演
- 日産・ルークス（歌・それゆけマックス兄妹）
- クラシエホームプロダクツ 「ナイーブ」
- レック 「水99.9%おしりふき」（2011年）
- ゼリア新薬工業「新ウィズワン」（2012年） - 矢口真里と共演
- ファミリーマート「ファミから」、「ファミチキ」（2023年） - 後者は吉田鋼太郎と共演
- 花王「ニベアメン」（2023年 - ） - 杉浦太陽と共演

### ライブ
- Hello! Project 2006 Summer 〜ワンダフルハーツランド〜（2006年7月9日 - 23日、3都市7公演）
- Hello! Project 2007 Winter 〜ワンダフルハーツ 乙女Gocoro〜（2007年1月2日 - 21日、3都市11公演）
- Hello! Project 2007 Winter 〜集結! 10th Anniversary〜（2007年1月27日・28日、横浜アリーナ、3公演）
- Hello! Project 2009 Winter 決定! ハロ☆プロ アワード'09 〜エルダークラブ卒業記念スペシャル〜（2009年1月31日・2月1日、横浜アリーナ、 3公演）
- Hello! Project COUNTDOWN PARTY 2013 〜GOOD BYE & HELLO!〜（2013年12月31日、中野サンプラザ）[56]
- モーニング娘。誕生20周年記念コンサートツアー2017秋〜We are MORNING MUSUME。〜（2017年11月21日、日本武道館）[57] - 高橋愛・道重さゆみ・田中れいなとサプライズゲスト出演
- Hello! Project 20th Anniversary!! Hello! Project ひなフェス 2019「Hello! Project 20th Anniversary!! プレミアム」（2019年3月30日、幕張メッセ 国際展示場 1ホール）[58][59] - 加護亜依とW（ダブルユー）としてゲスト出演
- Hello! Project 25th ANNIVERSARY CONCERT「ALL FOR ONE & ONE FOR ALL!」ACT I（2023年9月10日、国立代々木競技場 第一体育館）[60]
- モーニング娘。'23 コンサートツアー秋「Neverending Shine Show」SPECIAL（2023年11月28日、横浜アリーナ） - ゲスト出演

## 書籍

### 写真集
- 辻希美・加護亜依写真集 「辻加護」（2002年5月22日、ワニブックス） ISBN 978-4-8470-2710-9
- 辻希美写真集 「♥」（2003年11月10日、ワニブックス） ISBN 978-4-8470-2782-6
- 辻希美写真集 「のんの19」（2006年11月18日、竹書房） ISBN 978-4-8124-2953-2

### 雑誌
- すてきな奥さん（2009年3月2日 - 、主婦と生活社）

### 著書
- U+U=W（ユー プラス ユー イコール ダブルユー）（2004年12月4日、竹書房） ISBN 978-4-8124-1947-2
- 辻ちゃんのリボンDays（2009年10月10日、ワニブックス） ISBN 978-4-8470-1878-7
- 辻ちゃんのウマかわゴハン（2009年11月6日、アスコム） ISBN 978-4-7762-0567-8
- のんピース 辻ちゃんの日々スマイル（2009年11月20日、主婦と生活社） ISBN 978-4-391-13847-4
- 辻ちゃん×キティちゃん HAPPY LIFE（2010年6月17日、青志社） ISBN 978-4-903853-81-9
- 辻ちゃんのウマかわゴハン2（2010年9月17日、アスコム） ISBN 978-4-7762-0631-6
- のんちゃんぷる -mother-（2011年6月17日、講談社） ISBN 978-4-06-314679-0

## 所属ユニット
- モーニング娘。（2000年 - 2004年）
- シャッフルユニット
  - 青色7（2000年 市井紗耶香卒業後）
  - 10人祭（2001年）
  - おどる♥11（2002年）
  - 11WATER（2003年）
  - H.P.オールスターズ（2004年）
- ミニモニ。（2001年 - 2004年）
- ポッキーガールズ（2002年、江崎グリコポッキーCMキャラクター）
- モーニング娘。おとめ組（2003年 - 2004年）
- Gatas Brilhantes H.P.（2003年 - 2006年）
- W（ダブルユー）（2004年 - 2006年）
- ギャルル（2007年）